# Jerycho

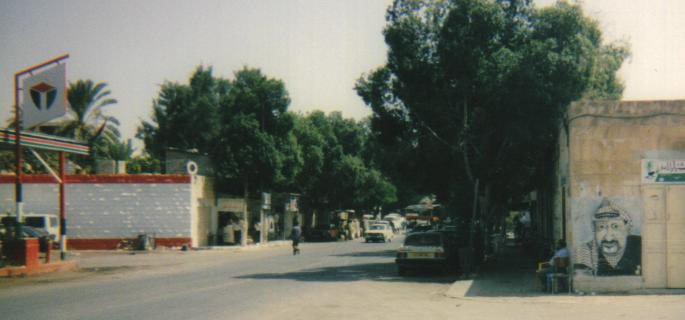
Jerycho, w pobliżu centrum (1996)

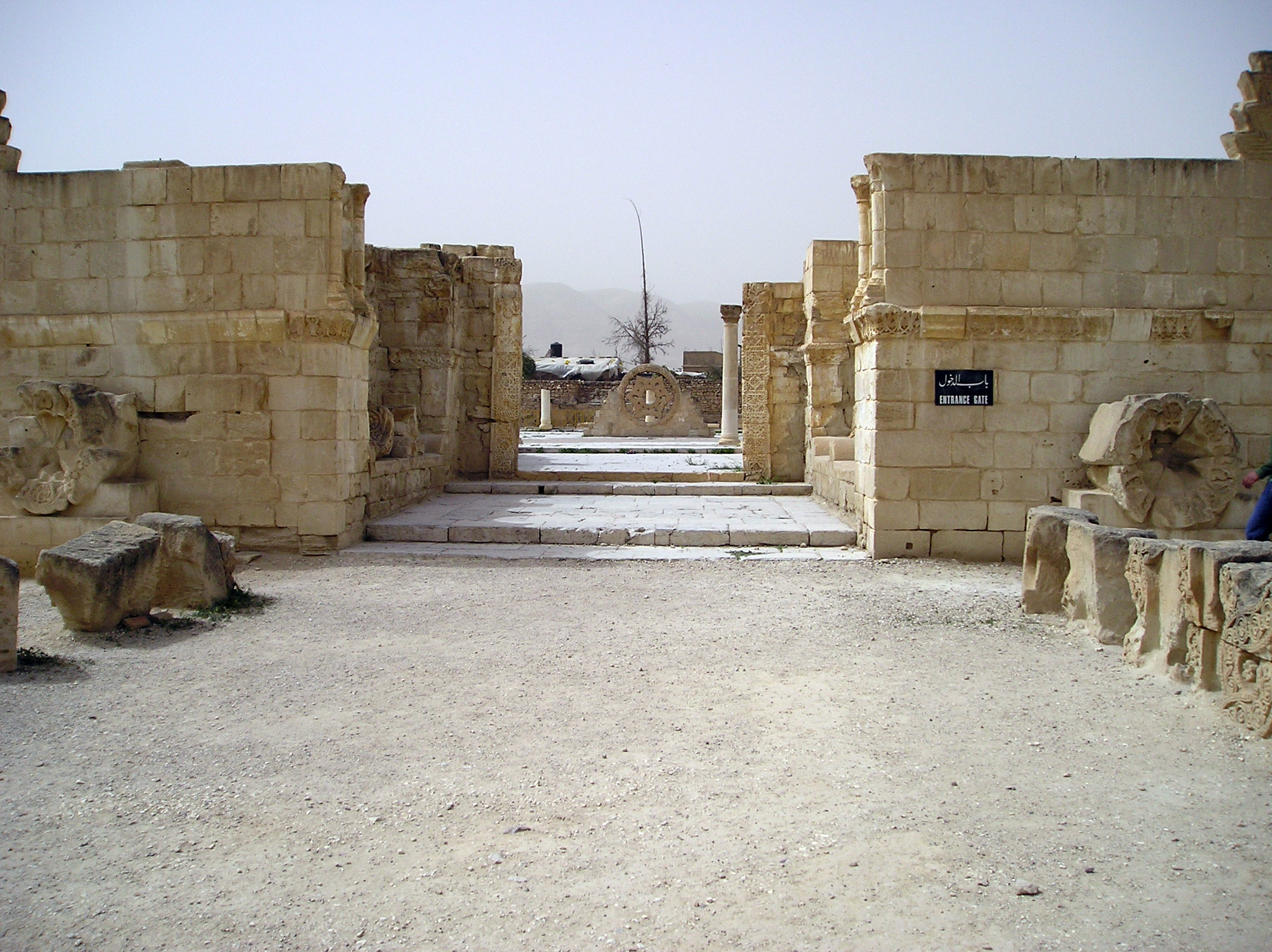
Pozostałości pałacu z VIII wieku w Khirbet al-Mafjar w Jerychu

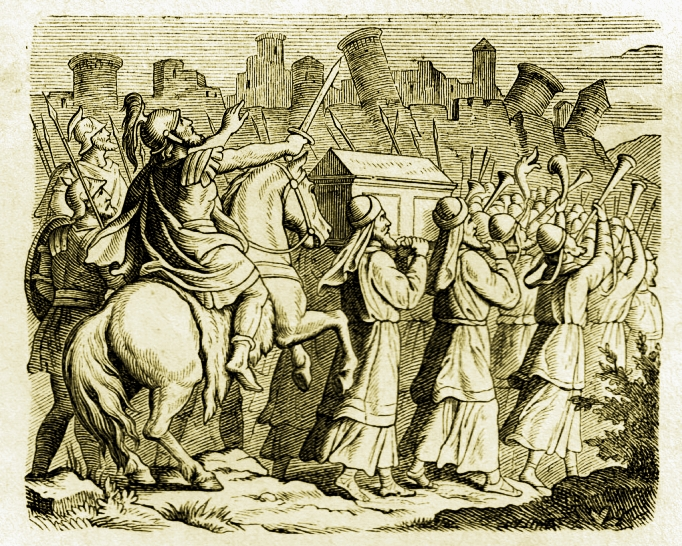
„Zburzenie Jerycha”. Rycina ze schrobenhausenowskiego warsztatu Carla Poellath

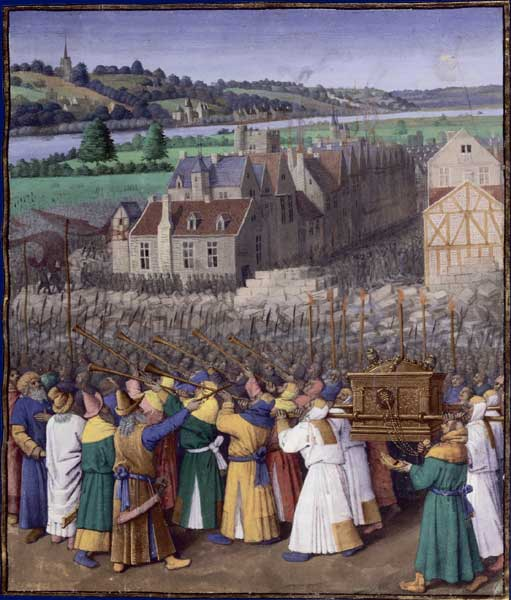

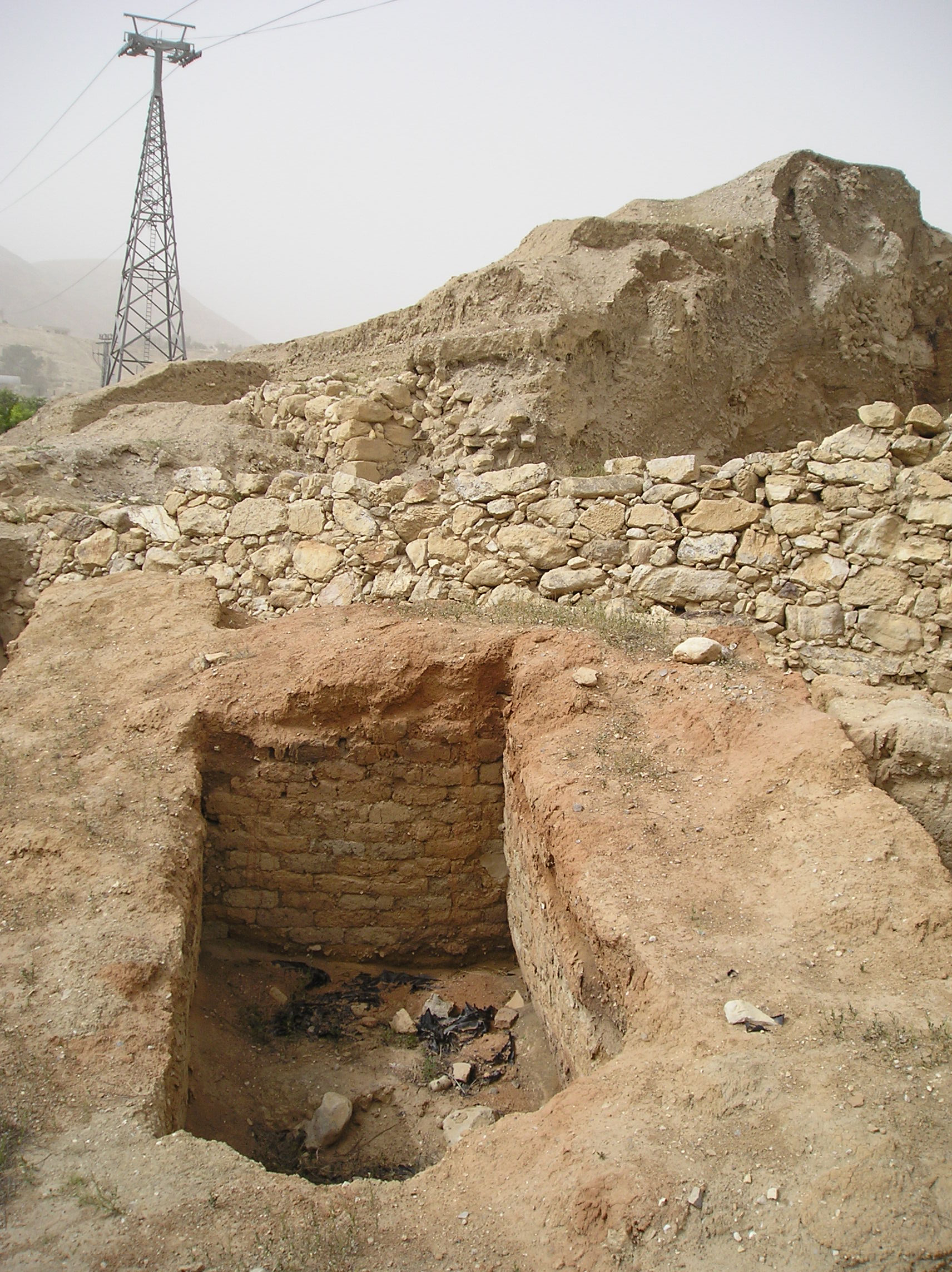
Wykopaliska na Tell es-Sultan w Jerychu

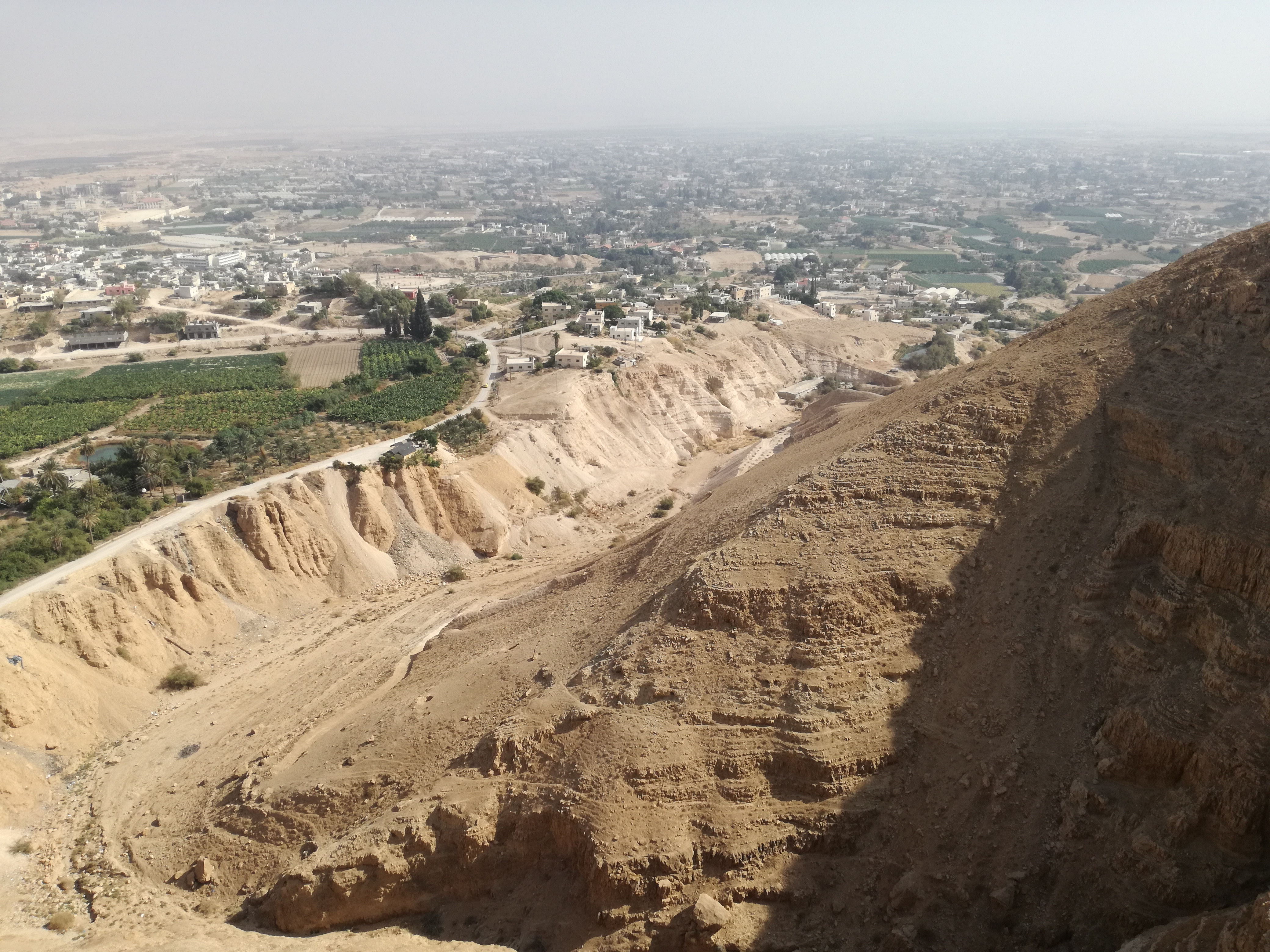
Jerycho – widok z Góry Kuszenia

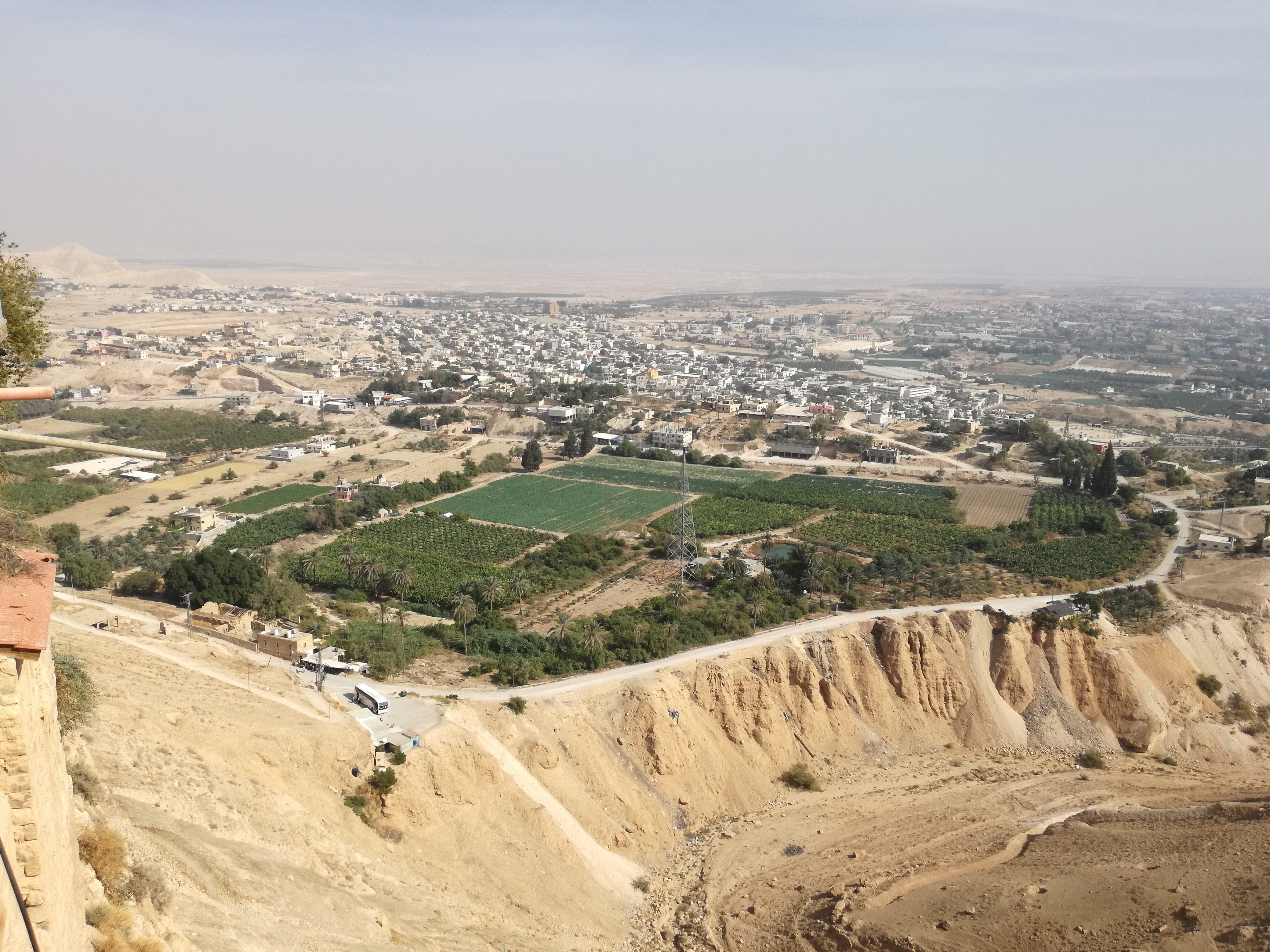
Jerycho – widok z Góry Kuszenia

Jerycho (arab. ‏أريحا‎, hebr. ‏יְרִיחוֹ‎) – miasto położone w pobliżu rzeki Jordan na Zachodnim Brzegu (arab. al-Daffah). Jest siedzibą władz jednego z szesnastu okręgów administracji Autonomii Palestyńskiej – muhafazy Jerycho. W 2014 roku liczyło 22 006 mieszkańców. W latach 1949–1967 było okupowane najpierw przez Jordanię, a następnie po roku 1967, po wojnie sześciodniowej przez Izrael. W 1997 roku Izrael kontrolę nad miastem przekazał Autonomii Palestyńskiej. Jerycho uważane jest za jedno z najstarszych z nieprzerwanie zamieszkałych miast na świecie.
Archeolodzy odkryli w Jerychu resztki ponad 20 osiedli datowanych na 9000 lat p.n.e. – prawie od początku epoki holocenu.
Jednym z powodów, dla których w tym miejscu osiedlili się ludzie, były liczne źródła wody, a samo Jerycho opisane jest w Biblii jako Miasto Drzew Palmowych.
Miasto jest położone około 270 m p.p.m. i jest jedną z najniżej położonych miejscowości na świecie.

## Historia
Jerycho jest jednym z najstarszych miast świata i prawdopodobnie najstarszym nieprzerwanie istniejącym siedliskiem ludzkim.
W pobliżu obecnego Jerycha już 9000 lat temu istniały trzy odrębne siedliska ludzkie. Było to spowodowane najprawdopodobniej dogodną lokalizacją – w pobliżu źródła wody i prowadzącego ze wschodu na zachód szlaku na północ od Morza Martwego.

### Tell es-Sultan
Najstarsze z siedlisk znajduje się na terenie dzisiejszego Tell es-Sultan (lub Tell Sultan) w odległości kilku kilometrów od miasta, wywodzące się z okresu neolitu preceramicznego. W języku arabskim tell oznacza kopiec lub wieżę – taki kopiec powstał przez swoiste „nabudowywanie” nowych części miasta na stare, co jest powszechne na Bliskim Wschodzie i w Anatolii.
Istnienie siedliska podzielono na kilka okresów:

#### Kultura natufijska
Okres rewolucji neolitycznej (przedneolityczny), przed przejściem tamtejszej społeczności do osiadło-rolniczego trybu życia. Pierwsze konstrukcje kamienne w tamtym rejonie wywodzą się z ok. IX tysiąclecia p.n.e. (9000 r. p.n.e.).

#### NPC A
Neolit preceramiczny A – ok. 8350 r. p.n.e. do 5850 r. p.n.e. Czterohektarowa osada otoczona murem kamiennym o wysokości około 3,5 m z dziesięciometrowej wysokości kamienną wieżą w połowie długości jednej ze ścian muru. Zabudowa – okrągłe domy z cegieł z błota suszonego na słońcu. Mieszkańcy trudnili się uprawą pszenicy, jęczmienia i roślin strączkowych, a także handlem i polowaniem na dzikie zwierzęta.

#### NPC B
Neolit preceramiczny B – ok. 7220 p.n.e. do 5850 p.n.e. Mieszkańcy osady rozszerzyli zakres uprawianych roślin, prawdopodobnie udomowili owce. Odnaleziono czaszki noszące ślady wskazujące na wykorzystywanie ich w celach kultu religijnego (niektóre pomalowane na czerwono z wymodelowanymi twarzami z gipsu).
Po okresie NPC A osada znajdowała się przez pewien czas w zastoju, po którym nowe siedlisko (okres NPC B) stworzono na zerodowanej powierzchni poprzedniego. Jego zabudowę stanowiły wielokątne (głównie na planie prostokąta lub zbliżonym) budynki z zaokrąglonych cegieł z osuszonego błota stawianych na kamiennych fundamentach. Składało się na nie na ogół kilka pokoi (często dużych, o powierzchni przekraczającej 20 m kw., podzielonych na mniejsze części) z wapiennymi podłogami otaczających centralny dziedziniec wyłożony gliną.
Kathleen Kenyon zidentyfikowała jeden z budynków jako (prawdopodobnie) świątynię, jako że w jego ścianie znajdowała się nisza, do której doskonale pasował znaleziony nieopodal kawałek kolumny ze skały wulkanicznej.
Zmarli mieszkańcy osady grzebani byli pod podłogami swoich domostw. Nie wszystkie szkielety były kompletne, niektóre nosiły ślady przebywania na powietrzu. Odnaleziono też komorę zawierającą siedem czaszek pozbawionych szczęk, z częściami twarzowymi pokrytymi gipsem i muszlami ślimaków morskich umieszczonymi w oczodołach. Podobne czaszki znaleziono w leżące po drugiej stronie Jordanu osadzie Ajn Ghazal.

#### Inne znaleziska
- krzemienne groty strzały, precyzyjnie oszlifowane ostrza sierpów, dłuta, drapaki, toporki.
- przedmioty obsydianowe niewiadomego pochodzenia.
- kamienne żarna i pięściaki, wapienne naczynia
- szpachle i wiertła z kości
- stylizowane, antropomorficzne figury gipsowe i gliniane niemal naturalnych rozmiarów
- paciorki

### Neolit ceramiczny
IV tysiąclecie p.n.e. – Jerycho było w tym okresie zamieszkane i szybko się rozwijało. Typ zabudowy pozostał jednak w przeważającym stopniu tożsamy z poprzednim okresem.

### Epoka brązu
Wiele miast Kanaanu uległo zniszczeniu w XVI wieku p.n.e. podczas najazdów egipskich. Biblia w Księdze Jozuego podaje słynny opis zniszczenia murów Jerycha około XIII wieku p.n.e., jednakże przekaz ten nie został potwierdzony przez prace archeologiczne.

### Tło biblijne
Jerycho wspomniane jest w Starym Testamencie (według nazewnictwa chrześcijańskiego) ponad 70 razy:
- Księga Liczb – Bóg Jahwe ukazuje Mojżeszowi ziemię, jaką da jego ludowi. (34,1)
- Księga Jozuego – słynne oblężenie Jerycha i zburzenie jego murów. (6,26)
- 1 Księga Królewska – odbudowa Jerycha przez Chiela z Betelu. (16,34)

Istnieją też wzmianki w Nowym Testamencie:
- Ewangelia Mateusza (20,29-34) – niewidomi pod Jerychem.
- Ewangelia Marka (10,46-52) – niewidomy pod Jerychem.
- Ewangelia Łukasza (10,30-37) – miłosierny Samarytanin.
- Ewangelia Łukasza (19,1-10) – Zacheusz.
- List do Hebrajczyków (11,30) – przykład o murach Jerycha.

### Historia współczesna
Miasto zostało zajęte przez Izrael po wojnie sześciodniowej w 1967. Stało się pierwszym miastem oddanym Autonomii Palestyńskiej w 1994 na mocy Porozumień z Oslo. Później ponownie zajęte przez Izrael, zostało oddane Palestyńczykom 16 marca 2005.
W 1998 w mieście otwarto wielki hotel z kasynem, który przez kilka lat był największym prywatnym miejscem zatrudnienia na Zachodnim Brzegu. Obecnie zamknięty z powodu intifady Al-Aksa, pozostaje jedną z najbardziej charakterystycznych budowli Jerycha.

## Prace archeologiczne
Pierwsze wykopaliska w tym rejonie przeprowadził Charles Warren w 1868. Ernst Sellin i Carl Watzinger odkryli Tell es-Sultan i Tulul Abu el-'Alayiq – późniejsze siedlisko w pobliżu Jerycha – pomiędzy 1907 a 1911. John Garstang w latach 1930–1936. Wykopaliska kontynuowała w latach 50. Kathleen Kenyon. Lorenzo Nigro i Nicolo Marchetti prowadzili ograniczone prace w 1997 na zlecenie Palestyńskiego Departamentu Archeologii. Ich odkrycia w tym samym roku weryfikował na miejscu dr Bryant Wood.

## Biblizmy
- mury Jerycha – przeszkody dające się łatwo obalić, rozsypujące się w proch
- trąba jerychońska – ogromny hałas; w mowie potocznej występuje również jako wyrażenie niezadowolenia względem jakiejś osoby, np. ze względu na jej nieporadne zachowanie, popełnienie jakiegoś błędu (Coś ty zrobił, ty trąbo jerychońska!)